# Fly (bài hát của Nicki Minaj)
"Fly" là một ca khúc của nữ ca sĩ nhạc rap người Mỹ Nicki Minaj với sự góp giọng của nữ ca sĩ thu âm người Barbados Rihanna. Ca khúc được sản xuất bởi J.R. Rotem và đồng sản xuất bởi Kevin Hissink. "Fly" nói về việc vượt qua tất cả những gì khuôn mẫu và tiêu cực để giành lấy chiến thắng. Ca khúc này là đĩa đơn thứ tám và cũng là đĩa đơn cuối cùng của album đầu tay Pink Friday, nó đã lọt vào nhiều bảng xếp hạng trên toàn thế giới, bao gồm Canada và Anh. Bài hát đã nhận được nhiều đánh giá tích cực từ các nhà phê bình. "Fly" được phát hành ở đài phát thanh rhythmic của Mỹ vào 30 tháng 8 năm 2011. Video âm nhạc cho ca khúc được đạo diễn bởi Sanaa Hamri.

## Đội ngũ sản xuất
Thông tin được lấy từ ghi chú trong album Pink Friday.
- Hát chính: Nicki Minaj, Rihanna
- Sáng tác: O. Maraj, J. Rotem, K. Hissink, W. Jordan, C. Rishad
- Thu âm: Ariel Chobaz & Charles Moniz
  - Hỗ trợ: Lyttleton "Cartwheel" Carter
- Phối nhạc: Ariel Chobaz & J.R. Totem
  - Hỗ trợ: Lyttleton "Cartwheel" Carter
- Nhạc cụ: J.R. Rotem, Kevin Hissink (guitar)
- Chỉnh nhạc: J.R. Rotem
- Sản xuất: J.R. Rotem

## Xếp hạng và chứng nhận

### Xếp hạng
Sau khi phát hành đĩa đơn ở Mỹ, ca khúc đã vươn lên vị trí thứ 19 trên bảng xếp hạng Billboard Hot 100, trở thành đĩa đơn thứ tư của Pink Friday lọt vào Top 20. Và trước khi "Fly" được phát hành chính thức ở Anh, ca khúc đã đạt vị trí thứ 16 tại bảng xếp hạng UK Singles Chart, trở thành đĩa đơn thứ năm của Minaj lọt vào Top 30 tại Anh. Ngoài ra, "Fly" cũng là đĩa đơn đầu tiên của Minaj đạt vị trí quán quân tại UK R&B Chart.
| Bảng xếp hạng (2010–12)              | Vị trí cao nhất |
| ------------------------------------ | --------------- |
| Úc (ARIA)                            | 18              |
| Australia (ARIA Urban)               | 4               |
| Brazil (Billboard Hot 100 Airplay)   | 5               |
| Bỉ (Ultratip Flanders)               | 24              |
| Canada (Canadian Hot 100)            | 55              |
| New Zealand (Recorded Music NZ)      | 13              |
| Ireland (IRMA)                       | 14              |
| Scotland (OCC)                       | 12              |
| Anh Quốc R&B (OCC)                   | 1               |
| Anh Quốc (OCC)                       | 16              |
| Mỹ Billboard Hot 100                 | 19              |
| Mỹ Hot Dance Club Songs (Billboard)  | 50              |
| Mỹ Hot R&B/Hip-Hop Songs (Billboard) | 20              |
| Mỹ Pop Songs (Billboard)             | 16              |
| Mỹ Rap Songs (Billboard)             | 9               |
| Mỹ Latin Pop Songs (Billboard)       | 40              |

### Chứng nhận
| Quốc gia | Chứng nhận |
| -------- | ---------- |
| Mỹ       | Bạch kim   |
| Úc       | Bạch kim   |